# أبو منجل اللامع
أبو منجل اللماع (Plegadis falcinellus) هو طائر ينتمي إلى جنس Plegadis والذي ينتمي إلى فصيلة أبو منجليات، هذا النوع هو الأكثر انتشارا بين أبو منجليات وتتكاثر في كل بقاع العالم بالمناطق الدافئة من أوروبا وآسيا وأفريقيا وأستراليا والمحيط الأطلسي ومنطقة البحر الكاريبي ومنطقة الأمريكيتين.ويعتقد أنها قد نشأت في العالم القديم وأنتشرت بشكل طبيعي من أفريقيا إلى شمال أمريكا الجنوبية في القرن 19 بما ان هذه الأنواع مهاجرة، ومعظم الطيور في فصل الشتاء الأوروبي تهاجر نحو أفريقيا، والطيور في أمريكا الشمالية تهاجر من شمال كارولينا الجنوبية في فصل الشتاء إلى أي مكان أبعد.
وأبو منجل المصقول من الطيور المستعمرة في البحيرات والمستنقعات وقد تجدها بالقرب من المالك الحزين للتغذية على الأسماك والضفادع وأي حيوان مائي صغير وحتى الحشرات.

## الوصف
- هذا النوع يبلغ من الطول 55-65سم ويبلغ أجنحتها ما بين 88-105 سم ،ويكون لون هذه الطيور ما بين المحمر البني وأجنحة لامعة خضراء ،جلد الوجه لونه رمادي ،أما سيقانها فهي بنية محمرة ،وخلافا لمالك الحزين فإن أبو منجل المصقول فهي تطير ورقابها ممدوة إلى الأمام.

## صور

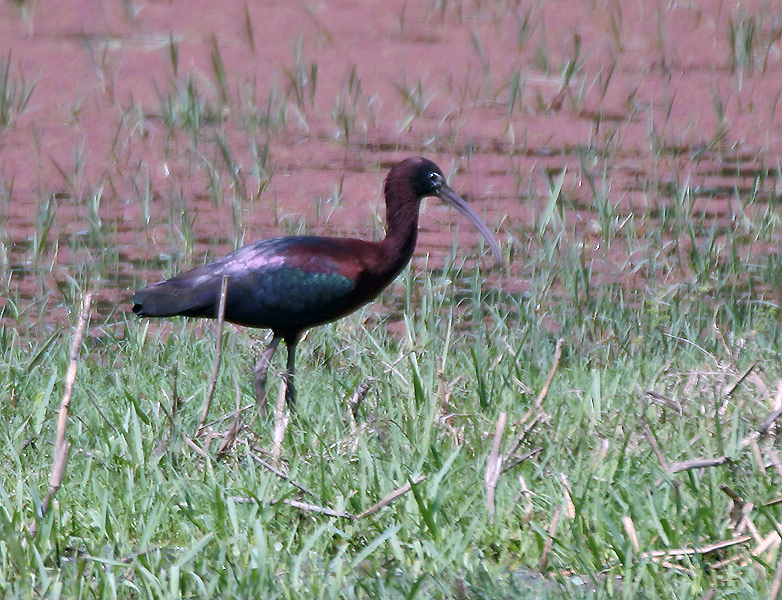
طيور أبو منجل في المحمية الوطنية كوليدايو ،يهارابتور ،راجاستان،الهند.
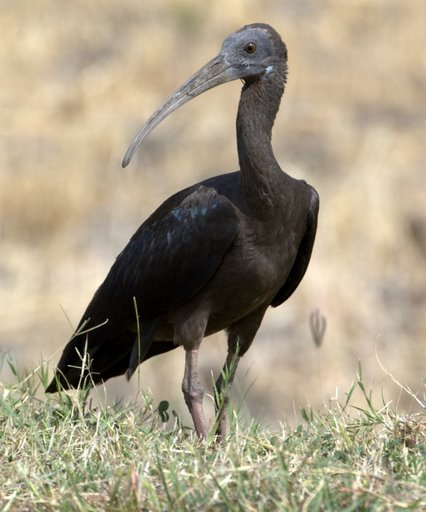
في ثول، غوجارات
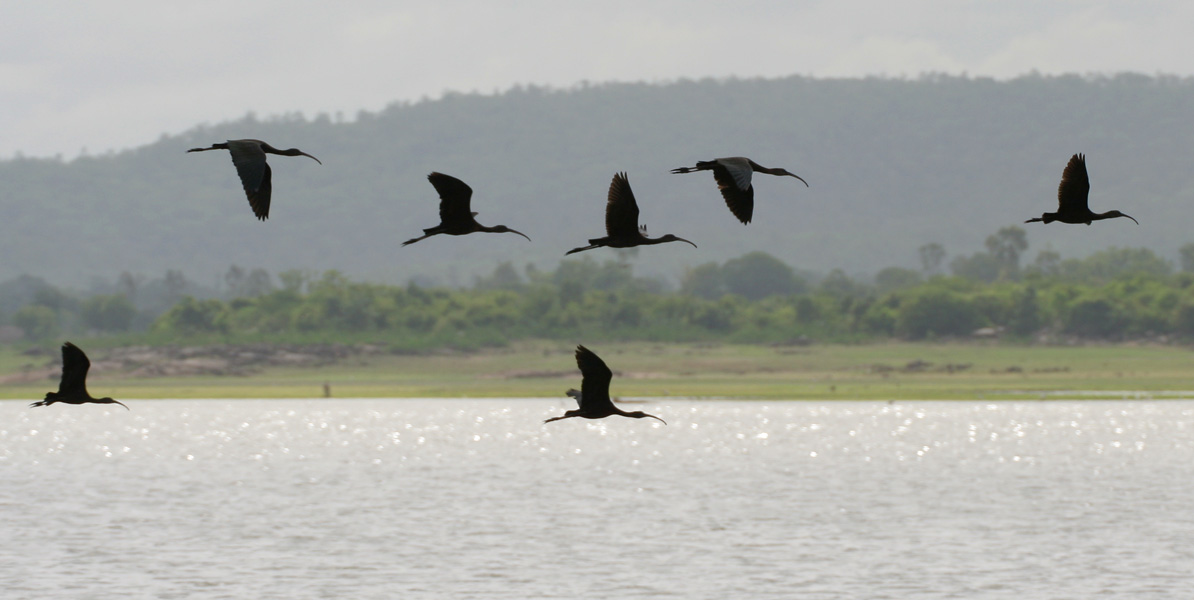
بحيرة بوشارم، أندرا براديش، الهند.
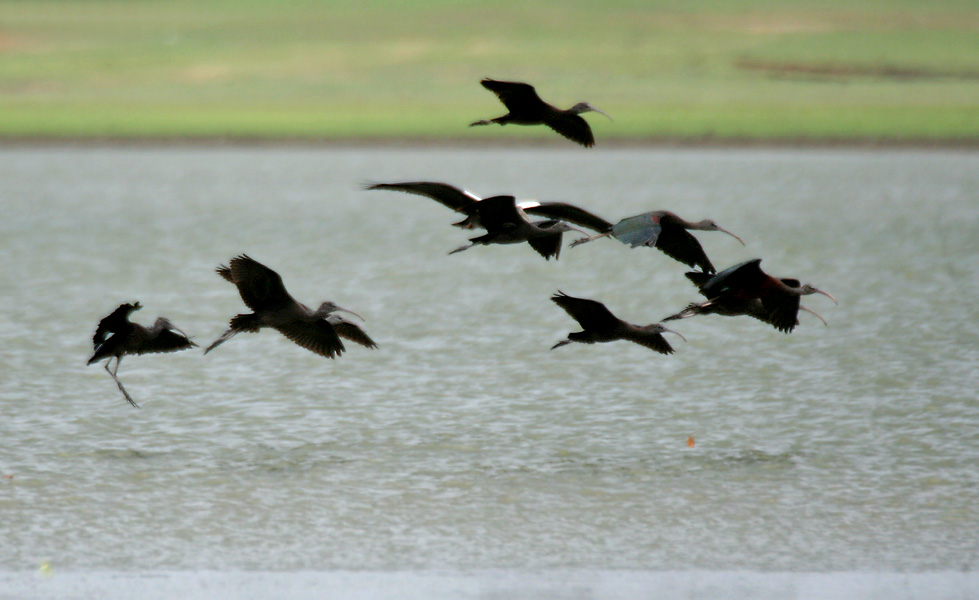
أبو منجل المصقول مع نوع أخر من طيور أبو منجل.